# Christuskirche (Mönchengladbach)

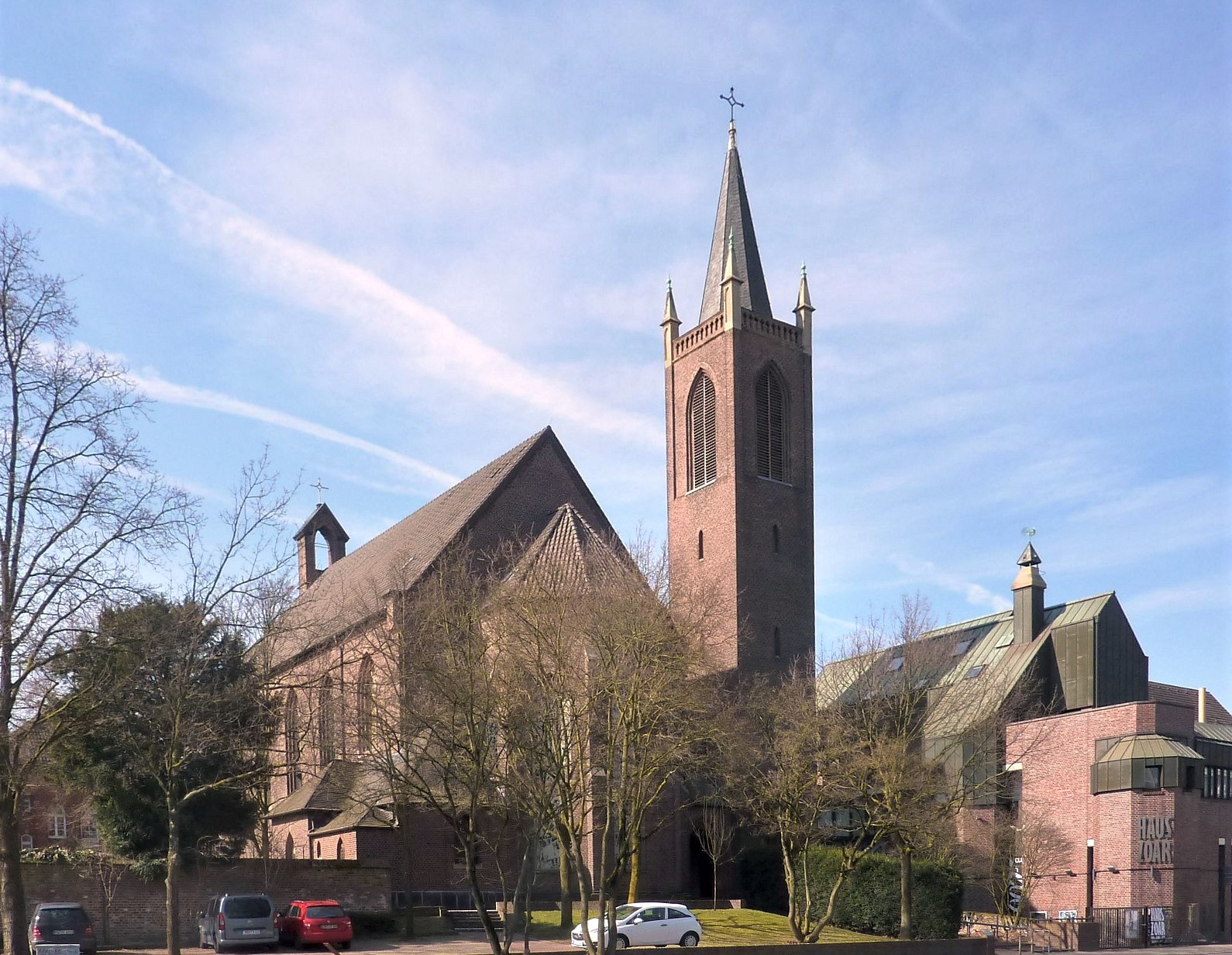
Die Christuskirche mit Kirchenschiff (links) und Turm (Mitte). Rechts Haus Zoar, das ehemalige Gemeindezentrum (2018)

Die evangelische Christuskirche steht in Mönchengladbach (Nordrhein-Westfalen) im Stadtteil Gladbach, Kapuzinerstraße 46.
Das Gebäude wurde 1845–1852 erbaut. Seit 1953 heißt es „Christuskirche“, zuvor einfach „evangelische Kirche“. Es wurde unter Nr. K 017  am 4. Dezember 1984 in die Denkmalliste der Stadt Mönchengladbach eingetragen.

## Vorgeschichte

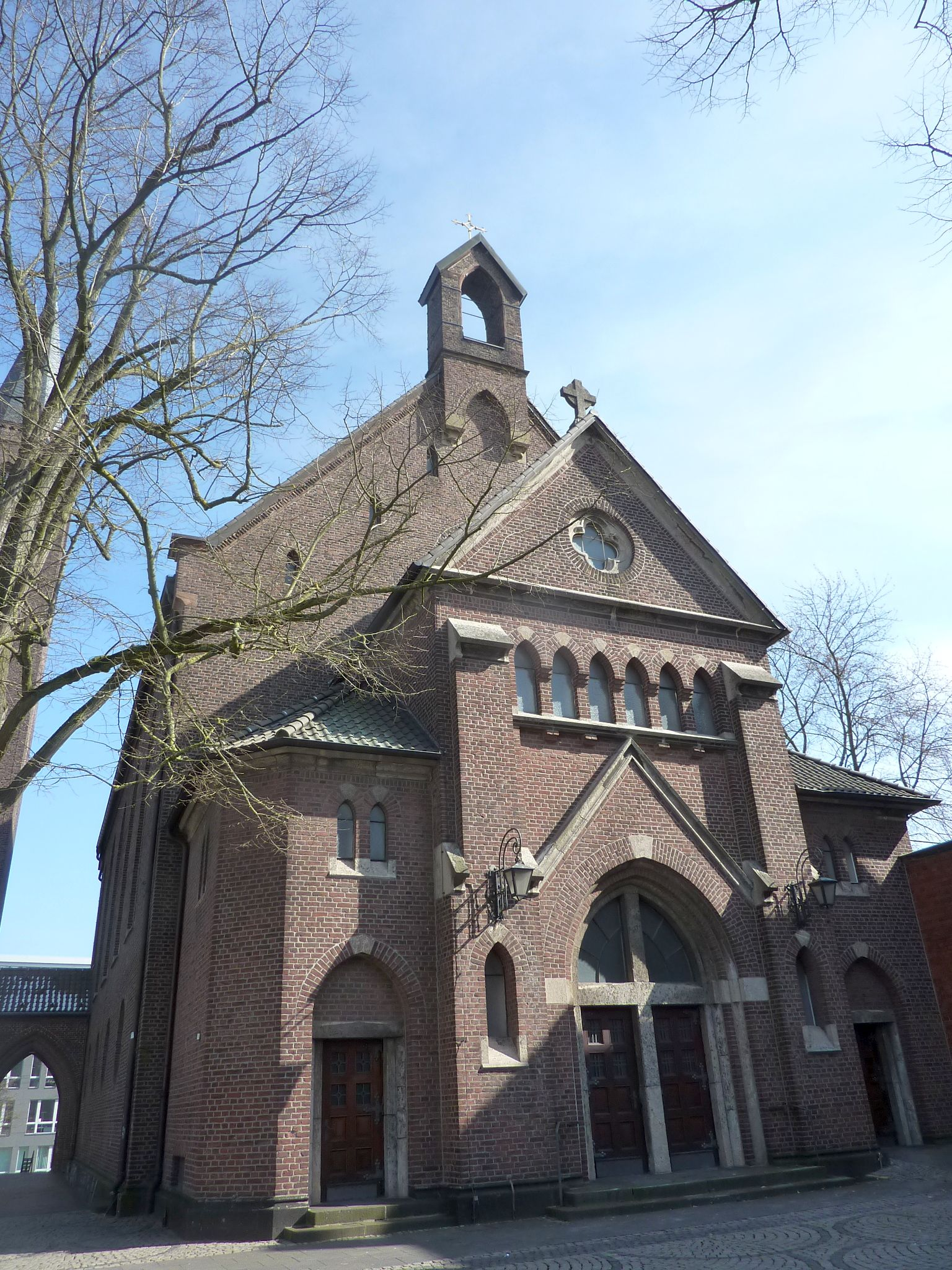
Christuskirche, Portal (2018)

Seit Mitte des 16. Jahrhunderts gab es in Gladbach reformierte Christen, die aber zunächst ihren Glauben nicht offen leben konnten. Mit dem Augsburger Religionsfrieden von 1555 galt die Formel Cuius regio, eius religio („Wessen Gebiet, dessen Glaube“), und die Obrigkeit – die Herzöge von Jülich – waren katholisch und verlangten dies auch von ihren Untertanen. Mit dem Tod des letzten Herzogs von Jülich, Johann Wilhelm, im Jahre 1609, traten die protestantischen Kurfürsten von Brandenburg und von Pfalz-Neuburg als neue Landesherren an, die ihren Untertanen volle Religionsfreiheit gewährten. Als jedoch der Pfalzgraf Wolfgang Wilhelm 1614 vom Luthertum zum Katholizismus übertrat, wurde den Reformierten von Gladbach noch einmal die Ausübung des Gottesdienstes verboten; sie mussten zur Predigt nach Rheydt gehen. Mit dem brandenburgisch-pfälzischen Religionsvergleich von 1672, dem Consensus von Cölln, wurde die Religionsfreiheit wiederhergestellt. Daher baten die Reformierten den Stadtrat 1675 um die Erlaubnis, innerhalb der Stadt eine Kirche bauen zu dürfen, was dieser allerdings ablehnte. So konnte die evangelisch-reformierte Gemeinde von Gladbach 1684 nur ein Bethaus am Fliescherberg errichten, das sich außerhalb der Stadtmauern befand und auch nicht „Kirche“ heißen durfte. Mitte des 19. Jahrhunderts ermöglichte die gute finanzielle Situation der evangelischen Gemeinde den Bau der heutigen Christuskirche. Das alte Bethaus am Fliescherberg wurde abgerissen. Bei der Grundsteinlegung der neuen Kirche am 8. August 1845, nun in der Stadtmitte am Kapuzinerplatz gelegen, war König Friedrich Wilhelm IV. von Preußen persönlich anwesend.

## Name
Die Christuskirche hieß zunächst einfach „Evangelische Kirche“. Als 1885 eine zweite Gottesdienststätte im Gladbacher Stadtteil Eicken erbaut wurde, nannte man diese bewusst nur „Betsaal“, weil es nach damaligem Verständnis nur eine evangelische Gemeinde von Gladbach gab und ebenso nur die eine Kirche in der Stadtmitte. Erst im Jahr 1953 wurde sie in „Christuskirche“ umbenannt, während der Betsaal in Eicken seitdem „Friedenskirche“ heißt.

## Architektur
Die Christuskirche hat einen dreischiffigen Hallenkörperbau mit Satteldach und fünf Fensterachsen mit neugotischen hochrechteckigen Fenstern. Nach Norden hin befindet sich der freistehende Glockenturm mit polygonalem Spitzdach und vier Ecktürmen mit Natursteinbrüstung. Der Turm ist mit dem Kirchenschiff durch eine Überdachung mit Spitzbogentor für Fußgänger verbunden. Die Idee, den Kirchturm als Campanile zu bauen, geht wohl auf den preußischen König zurück, der an den Planungen für die Kirche beteiligt war. Westlich des Kirchengiebels erfolgt eine jüngere Erweiterung in neugotischen Formen mit zentralem Haupteingang sowie zwei Nebeneingängen. Südöstlich an das Kirchenschiff und an die Apsis ist die kleingliedrige Sakristei angebaut.
Im Zweiten Weltkrieg brannte die Kirche beim ersten Großangriff auf Mönchengladbach (30./31. August 1943) bis auf die Grundmauern nieder. Der Turm blieb stehen. Die neugotische Innenarchitektur der Kirche war jedoch zerstört. Das Innere wurde bis 1951 in den sparsamsten Möglichkeiten der Nachkriegszeit rekonstruiert; dabei wurden z. B. im Innern anstelle der bemalten, in Spitzbögen auslaufenden Säulen nüchterne weiß gestrichene Pfeiler errichtet. Jedoch ist das gesamte Äußere im Originalzustand, mit Ausnahme des Daches, welches original in Schiefer gedeckt war, und der Farbglasfenster im Chorraum, die 1962 von Johannes Schreiter geschaffen wurden.
Am 16./17. April 1983 wurde nördlich neben der Christuskirche ein neu erbautes Gemeindezentrum, Haus Zoar, eingeweiht. Der Name ist biblischen Ursprungs (vgl. Zoar) und erinnert an das alte Haus Zoar, das 1874 als Heim für alleinstehende Fabrikarbeiterinnen am Fliescherberg erbaut und 2018 abgerissen wurde. Als die Gemeinde seit 1999 rote Zahlen schrieb und das Defizit 2005 fast 260.000 € betrug, war das neue Haus Zoar wegen seiner hohen Unterhaltskosten nicht mehr zu halten. Ab Januar 2009 wurde das Gebäude von einer GmbH bewirtschaftet und, als dies keinen Erfolg brachte, 2012 an einen Kinobetreiber verkauft. Die Gemeinde zog mit ihren Aktivitäten in das benachbarte Wichernhaus.

## Inventar
Der Abendmahlstisch der Christuskirche, der heute in der Apsis steht, stammt aus dem Jahr 1694. Ein Gladbacher Großkaufmann, Jan Lüps, der nach Moskau gezogen war, machte ihn seiner reformierten Heimatgemeinde zum Geschenk. Dieser Abendmahlstisch überstand als einziger Einrichtungsgegenstand in der Kirche das Flammeninferno von 1943, nur seine Marmorplatte zerbrach damals.
Die Abendmahlsgeräte der Christuskirche, die auch heute noch benutzt werden, stammen aus dem Jahr 1752.
Im Glockenturm der Christuskirche befanden sich zunächst drei Stahlglocken. 1967 stellte ein Gutachter fest, dass es beim Läuten zu statischen Problemen im Turm kam. Daraufhin wurden die beiden größeren Stahlglocken stillgelegt. Um wieder ein mehrstimmiges Geläut zu haben und zugleich die ungünstigen Schwingungsverhältnisse zu vermeiden, wurde im Jahr 2000 ein neues vierstimmiges Bronzegeläut in Betrieb genommen. Wegen fehlender finanzieller Mittel wurden die Kosten von 110.000 DM für neue Glocken und Läuteanlage ausschließlich aus Spenden aufgebracht.

## Orgel
Die Vorgängerkirche der Christuskirche, das oben erwähnte Bethaus am Fliescherberg, erhielt erst 1833 eine Orgel. Dieses Instrument, über das keine näheren Einzelheiten bekannt sind, wurde 1852 als erste Orgel in die Christuskirche übernommen. 1903 wurde eine neue Orgel bei der Firma Ernst Seifert (Köln) in Auftrag gegeben. Diese Orgel hatte 28 Register auf zwei Manualen und Pedal, von denen allerdings laut einer Übersicht Seiferts nur sechs Register wirklich neu waren; die anderen Stimmen wurden als „alt“ bezeichnet, stammten also wohl v. a. aus der Vorgängerorgel. Anlässlich einer Kirchenrenovierung 1922 wurde die Seifert-Orgel von Johannes Klais Orgelbau (Bonn) umgebaut und erweitert. Die Firma Klais hatte sich für diesen Umbau empfohlen, da sie bereits 1915 eine (im Zweiten Weltkrieg zerstörte) Konzertorgel von Seifert in der Kaiser-Friedrich-Halle in Mönchengladbach umgebaut und vergrößert hatte.
Die Seifert-Klais-Orgel der Christuskirche Mönchengladbach (Klais-Opusnummer 626) hatte 42 Register auf drei Manualen und Pedal und folgende Disposition:
| I Hauptwerk C–g3 |                 |     |
| 1.               | Bordun          | 16′ |
| 2.               | Principal       | 8′  |
| 3.               | Fugara          | 8′  |
| 4.               | Flauto          | 8′  |
| 5.               | Gemshorn        | 8′  |
| 6.               | Dulciana        | 8′  |
| 7.               | Octave          | 4′  |
| 8.               | Gedackt         | 4′  |
| 9.               | Rauschquinte II |     |
| 10.              | Mixtur V        |     |
| 11.              | Trompete        | 8′  |

| II Schwellwerk (groß) C–g3 |                          |     |
| 12.                        | Lieblich Gedackt         | 16′ |
| 13.                        | Horn-Principal           | 8′  |
| 14.                        | Solo-Gamba               | 8′  |
| 15.                        | Konzertflöte             | 8′  |
| 16.                        | Bordunalflöte            | 8′  |
| 17.                        | Aeoline                  | 8′  |
| 18.                        | Vox coelestis            | 8′  |
| 19.                        | Praestant                | 4′  |
| 20.                        | Harmonieflöte            | 4′  |
| 21.                        | Piccolo                  | 2′  |
| 22.                        | Echomixtur III           |     |
| 23.                        | Harmonia aetherea III–IV |     |
| 24.                        | Horn                     | 8′  |

| III Schwellwerk (klein) C–g3 |                   |     |
| 25.                          | Quintatön         | 16′ |
| 26.                          | Geigend Principal | 8′  |
| 27.                          | Rohrflöte         | 8′  |
| 28.                          | Violine           | 8′  |
| 29.                          | Vox angelica      | 8′  |
| 30.                          | Traversflöte      | 4′  |
| 31.                          | Flautino          | 2′  |
| 32.                          | Sesquialter II    |     |
| 33.                          | Oboe              | 8′  |

| Pedal C–f1 |              |         |
| 34.        | Principalbaß | 16′     |
| 35.        | Violon       | 16′     |
| 36.        | Subbaß       | 16′     |
| 37.        | Echobaß      | 16′     |
| 38.        | Quintbaß     | 10 2⁄3′ |
| 39.        | Octavbaß     | 8′      |
| 40.        | Violoncello  | 8′      |
| 41.        | Flötenbaß    | 8′      |
| 42.        | Posaune      | 16′     |

- Koppeln:
  - als Druckknöpfe und als Pedaltritte (korrespondierend): II/I, III/I, III/II, I/P, II/P, III/P
  - als Druckknöpfe: sub II/I, sub III/I, super II/I, super III/I, super II/P
- Spielhilfen: Generalkoppel, Tremolo, Oktavkoppeln ab, Zungen ab, Freie Kombination I und II, Handregistratur, piano, forte, tutti, Walze für Generalcrescendo und Diminuendo, Walze ab, Automatisches Pedal II und III (d. h. das Pedal erkennt automatisch, ob Manual II oder III gespielt wird und stellt die dazu vorher gewählten Pedalregister bereit)
- Traktur: elektrisch

Auf dieser Orgel gab Albert Schweitzer am 6. November 1928 und am 26. April 1932 jeweils ein ausverkauftes Konzert, das der Finanzierung seines Urwaldhospitals Lambarene diente. Die Programme beider Orgelabende enthielten Präludien, Fugen und Choralvorspiel-Folgen von Johann Sebastian Bach und zum Abschluss jeweils eine Orgelsonate von Felix Mendelssohn Bartholdy. Das zweite Konzert wurde auch im Westdeutschen Rundfunk übertragen.

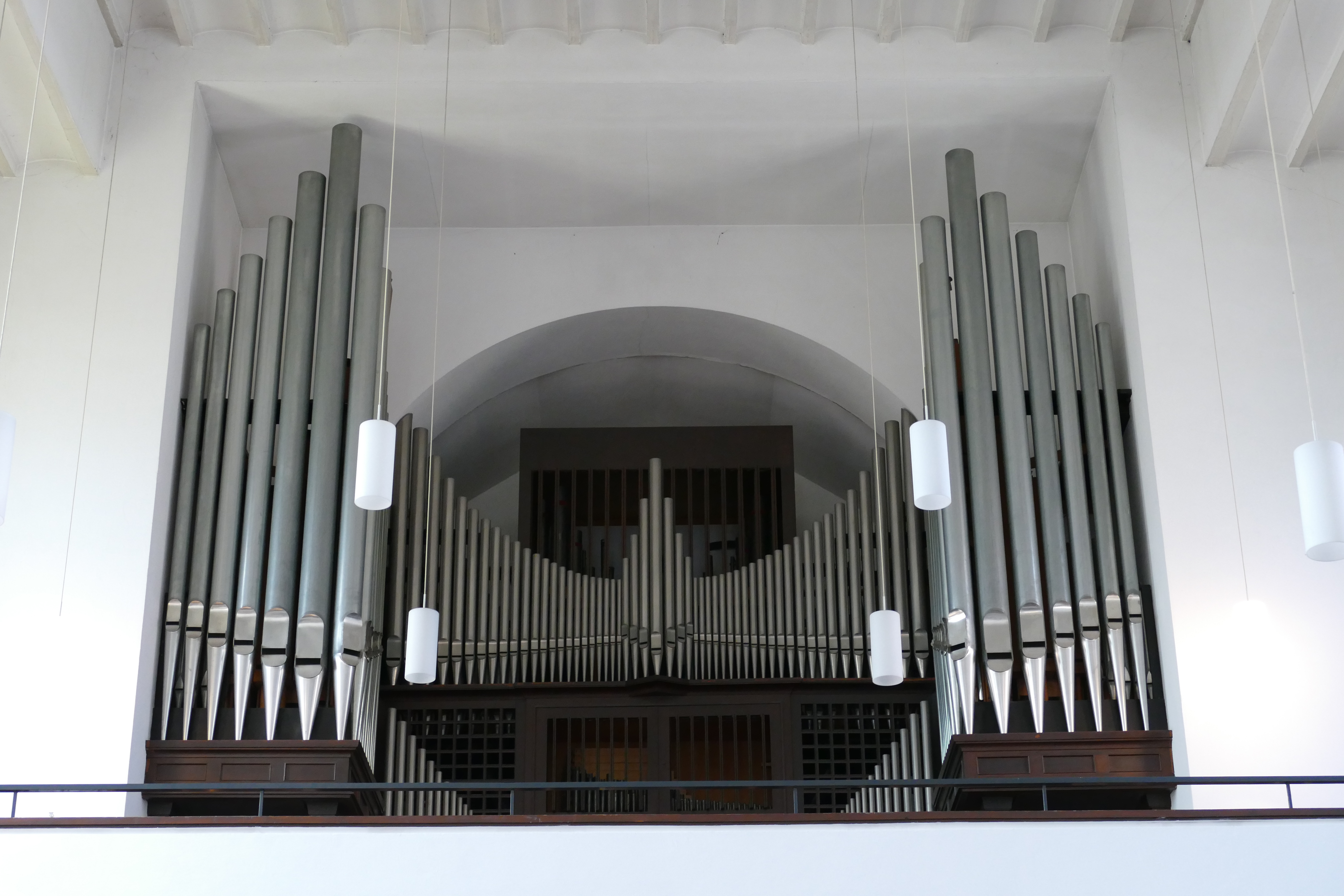
Prospekt der Hammer-Orgel

In der Nacht vom 30. auf den 31. August 1943 fiel die Seifert-Klais-Orgel der Christuskirche den Brandbomben zum Opfer. 1952 erbaute die Firma Emil Hammer (Hannover) eine neue Orgel und erweiterte sie 1967. Ein Umbau im November 1984 hatte zum Ziel, das Instrument universell für Orgelkonzerte nutzbar zu machen; bereits im folgenden Jahr gastierten die Orgelvirtuosen Edgar Krapp und Gaston Litaize. Wie das Vorgängerinstrument besitzt die Christuskirchen-Orgel heute 42 Register, aber nun verteilt auf vier Manuale und Pedal, und mit folgender Disposition:
| I Positiv C–g3 |                 |       |
| 1.             | Rohrflöte       | 8′    |
| 2.             | Principal       | 4′    |
| 3.             | Spitzflöte      | 2′    |
| 4.             | Schweizerpfeife | 1′    |
| 5.             | Sesquialtera II | 2 ⁄3′ |
| 6.             | Mixtur IV-VI    |       |
| 7.             | Trompetenregal  | 8′    |
|                | Tremulant       |       |

| II Hauptwerk C–g3 |                 |     |
| 8.                | Quintadena      | 16′ |
| 9.                | Principal       | 8′  |
| 10.               | Koppelflöte     | 8′  |
| 11.               | Oktave          | 4′  |
| 12.               | Nachthorn       | 2′  |
| 13.               | Rauschpfeife II |     |
| 14.               | Mixtur IV-VI    |     |
| 15.               | Trompete        | 8′  |

| III Schwellwerk C–g3 |                           |       |
| 16.                  | Pommer                    | 16′   |
| 17.                  | Metallflöte               | 8′    |
| 18.                  | Gemshorn                  | 8′    |
| 19.                  | Principal                 | 4′    |
| 20.                  | Gedacktflöte              | 4′    |
| 21.                  | Rohrnasat                 | 2 ⁄3′ |
| 22.                  | Spanischer Hintersatz III | 2 ⁄3′ |
| 23.                  | Oktave                    | 2′    |
| 24.                  | Oberton III               |       |
| 25.                  | Scharf IV-VI              |       |
| 26.                  | Fagott                    | 16′   |
| 27.                  | Rohrschalmey              | 8′    |
|                      | Tremulant                 |       |

| IV Brustwerk (schwellbar) C–g3 |               |       |
| 28.                            | Gedackt       | 8′    |
| 29.                            | Rohrflöte     | 4′    |
| 30.                            | Principal     | 2′    |
| 31.                            | Sifflöte      | 1 ⁄3′ |
| 32.                            | Zimbel II-III |       |
| 33.                            | Vox humana    | 8′    |
|                                | Tremulant     |       |

| Pedal C–f1 |           |     |
| 34.        | Principal | 16′ |
| 35.        | Subbass   | 16′ |
| 36.        | Oktave    | 8′  |
| 37.        | Gedackt   | 8′  |
| 38.        | Nachthorn | 4′  |
| 39.        | Mixtur V  |     |
| 40.        | Posaune   | 16′ |
| 41.        | Trompete  | 8′  |
| 42.        | Clarine   | 4′  |

- Koppeln: I/II, I/III, III/II, II/P, III/P, IV/P; Generalkoppel
- Spielhilfen: vier freie Kombinationen (Druckknopf, Piston), Absteller, Registercrescendo
- Traktur: mechanische Spieltraktur, elektrische Registertraktur

Das relativ seltene Register „Spanischer Hintersatz“ im Schwellwerk wurde 1955 von Ernst Karl Rößler erfunden; es handelt sich um eine eng mensurierte, quintbetonte Mixtur, die zusammen mit der Oktave 2′ gezogen wird.

## Bedeutende Pfarrer
- Herrmann Otto Zillessen (1811–1885), 1835–1885 Pfarrer in Mönchengladbach, Superintendent; er gründete den ersten evangelischen Männerverein in Mönchengladbach; während seiner Amtszeit betrieb die Gemeinde eine rege Bautätigkeit (erbaut wurden u. a. die Christuskirche, das alte Haus Zoar und der Betsaal, die spätere Friedenskirche)
- Ludwig Weber (1846–1922), 1881–1914 Pfarrer in Mönchengladbach, sein Wirken in der Arbeiterfürsorge und Sozialpolitik machte ihn bis in die Reichshauptstadt Berlin bekannt.[20]